# Glockengießerei Mabilon

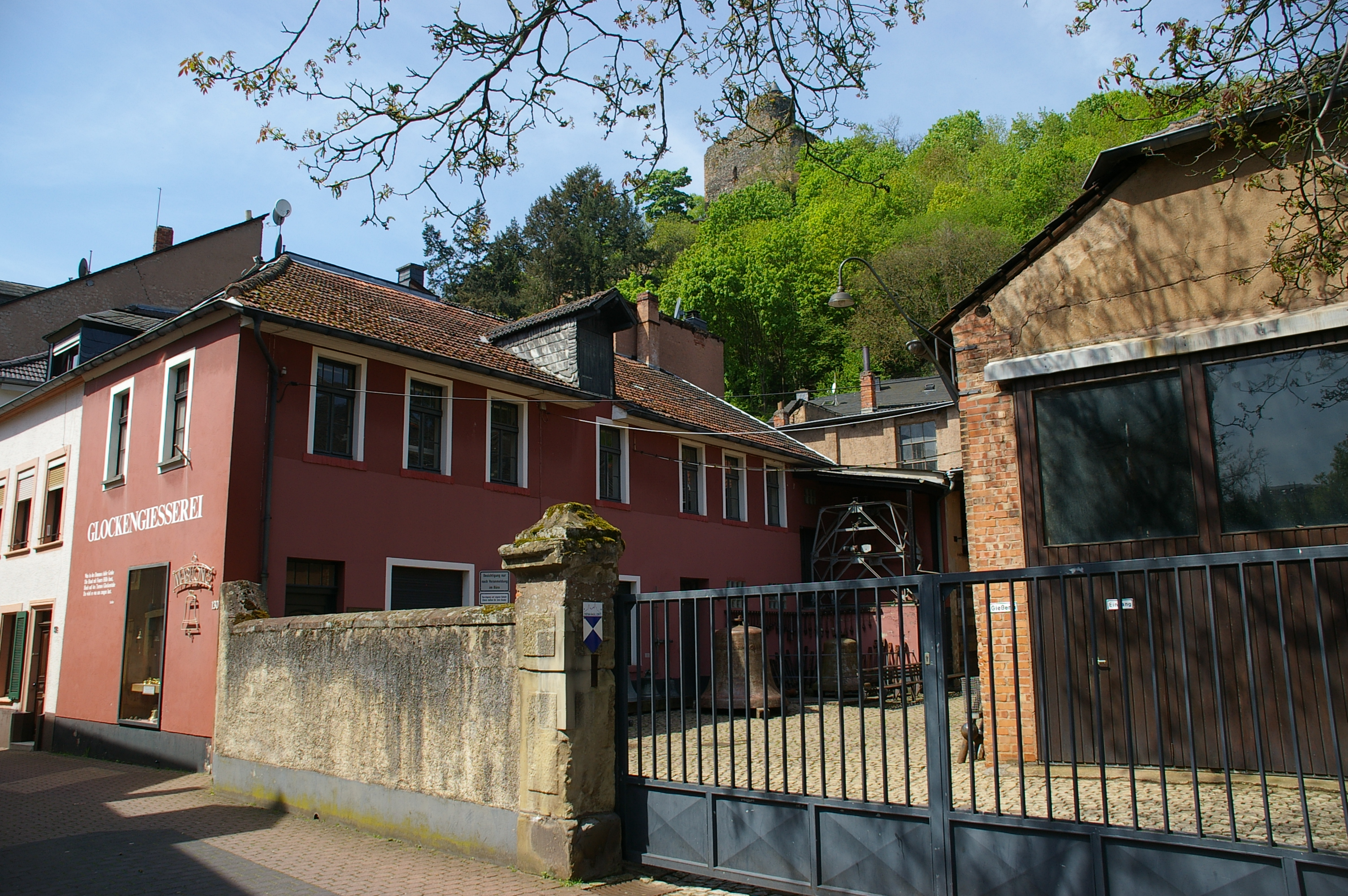
Glockengießereimuseum am Fuße der Saarburg

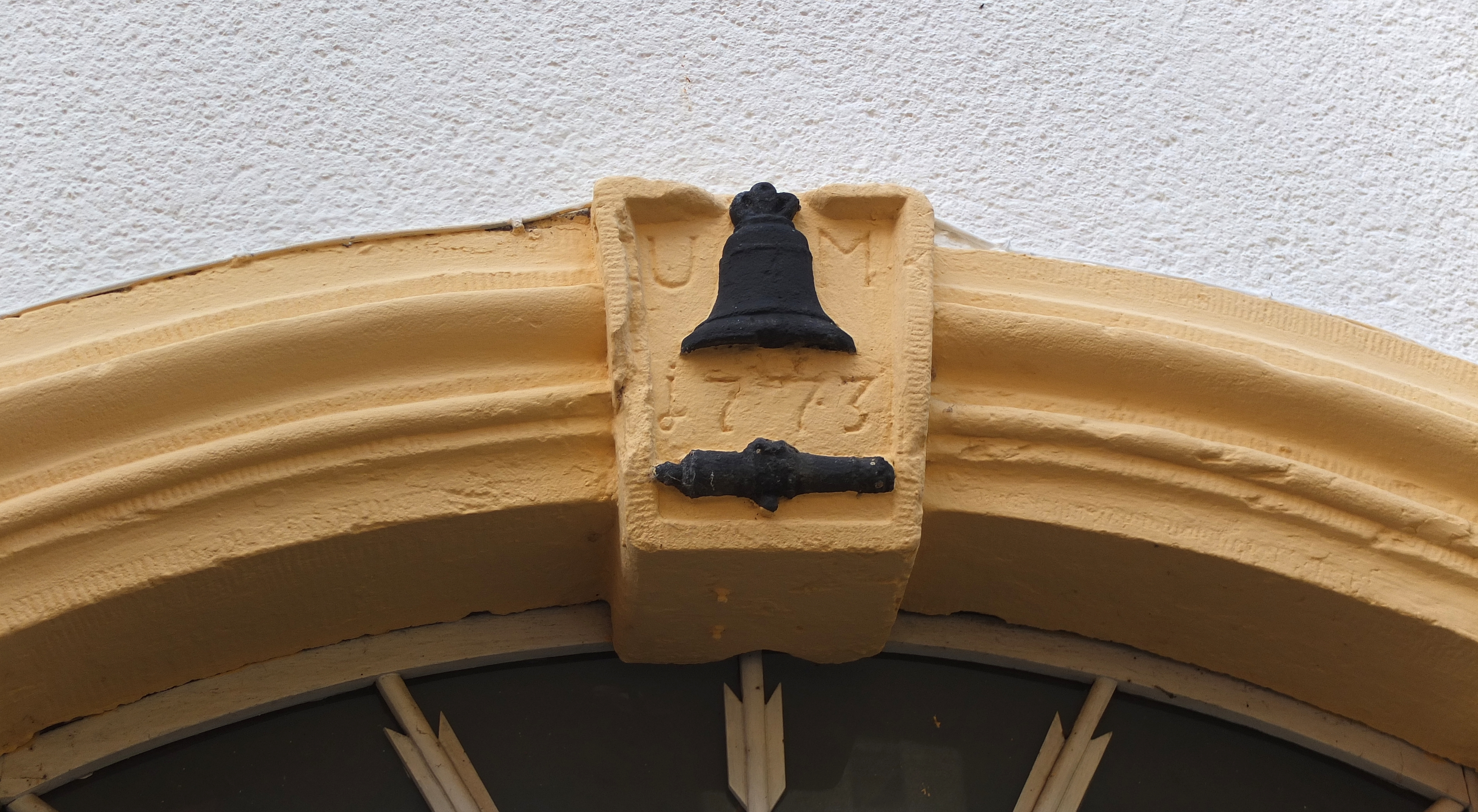
Hauszeichen von Urbanus Mabilon am Haus Mabilon

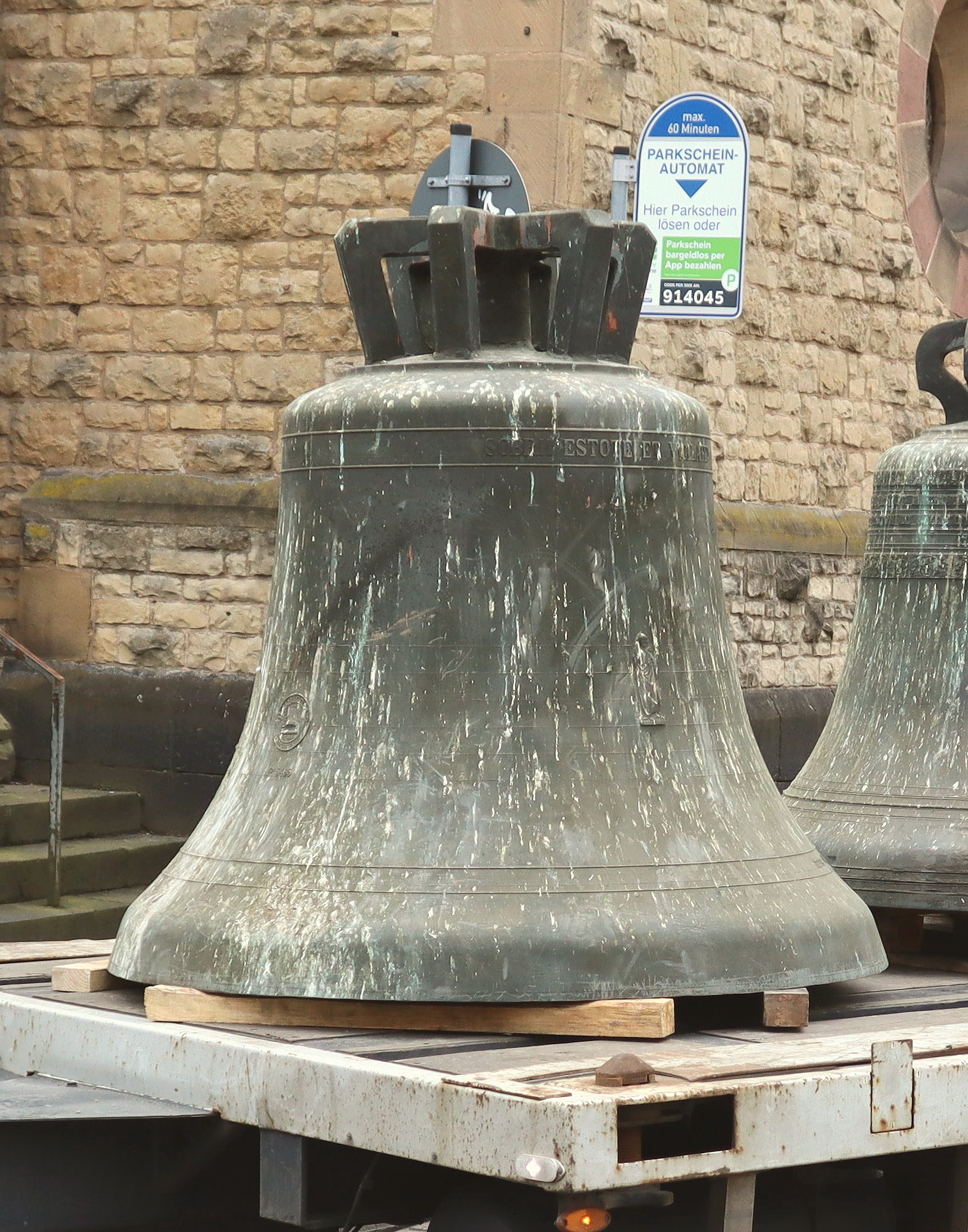
Die sogenannte Petrusglocke aus der profanierten Kirche Sankt Paulus in Trier wurde 1953 von Mabilon gegossen

Die Glockengießerei Mabilon in Saarburg ist seit 1590 in Familienbesitz, die Familie stammte aus Saumur an der Loire. Von dort aus wurden auf der Wanderschaft Glocken gegossen. Damals umging man das Problem des Transports der schweren Glocken über weite Strecken, indem der Guss vor der Kirche erfolgte. Die erste noch erhaltene Mabilonsche Glocke Deutschlands wurde zur Zeit des Dreißigjährigen Krieges 1639 im Sauerland gegossen. 1770 ließ sich Urbanus Mabilon in Saarburg nieder und gründete eine feste Gießstätte. Die Kunst des Glockengießens wurde als sorgsam gehütetes Geheimnis bis heute von Generation zu Generation weitervererbt. Bis Dezember 2002 wurden noch Glocken in Saarburg gegossen. Heute ist die Gießstätte als Museum unverändert erhalten.

## Genealogie
- Estienne Mabilleau, * 1647, Saumur[1]
- Louis Mabilleau (1670–1749), Saumur
- Maurice Mabilleau (1714–1780), Metz, Saumur, Koblenz-Ehrenbreitstein (Im Dahl), Kurfürstlicher Stückgießer
- Urbanus (Urbain, Urban) Mabillo(t), (Mabillon), (1744–1818), Saarburg (ab 1770)
- Johannes-Josef Mabillon (1780–1845), Saarburg etc.
- Johannes Mabilon (1825–1908), seine Schwester heiratet Peter Hausen
- Wilhelm Hausen-Mabilon (1857–1927)
- Johann Peter Hausen-Mabilon (1889–1969)
- Wolfgang Hausen-Mabilon (1927–2012)

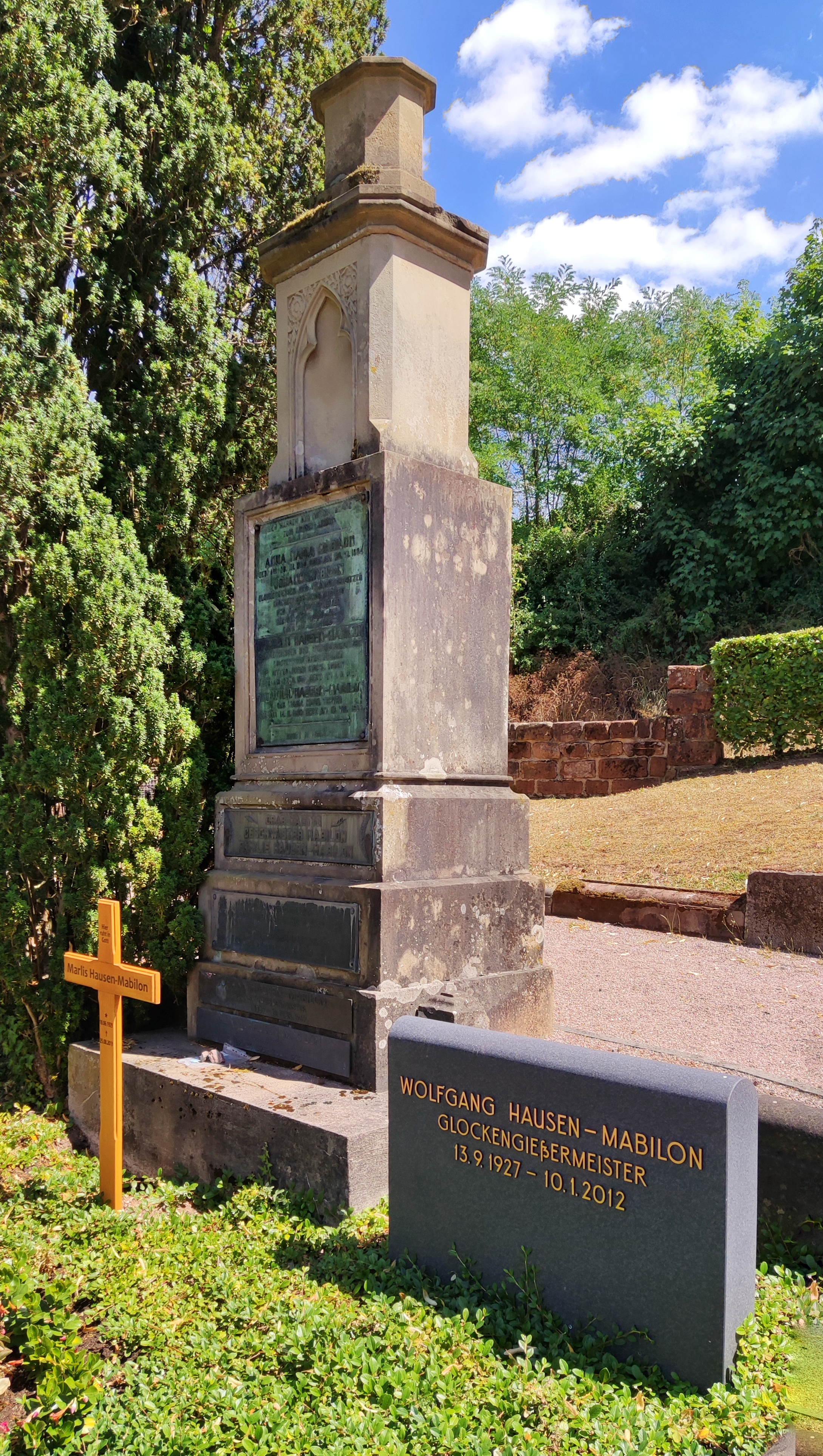
Grabstätte Mabilon

## Werke (Auswahl)
- 1746 (?) Zwei Glocken für die Mariä-Himmelfahrt-Kirche in Auw an der Kyll
- 1772 Glocken für die Kirche in Schoden, 1941 für die Kriegsindustrie beschlagnahmt
- 1777 Drei Bronzeglocken für die Evangelische Kirche Kappel, erhalten wegen Denkmalwürdigkeit
- 1816/17: Zwei Glocken für die St.-Lukas-Kapelle in Körrig, 70 kg mit 52 cm Durchmesser (Ton fis), 30 kg mit 45 cm Durchmesser (Ton gis). Eine der Glocken wurde 1828 von Mabilon umgegossen.
- 1833: Glocke für die Kapelle in Portz
- 1867: Donatus-Glocke für Körrig, sie war schon 10 Tage nach ihrer Einweihung gesprungen. 100 kg, (Ton fis)
- 1872: Glocke für die Kapelle in Südlingen, 24 kg, die alte Glocke von 20,5 kg wurde in Zahlung genommen
- 1889: Neue Glocke von 25 kg für Südlingen, sie war Ende des Jahres schon gesprungen
- 1893: Drei Glocken in gis (537 kg) d (2218 kg) für die neue Evangelische Kirche. Die kleine Glocke musste im Ersten Weltkrieg abgegeben werden, die große Glocke im Zweiten Weltkrieg.
- 1897: Drei Glocken in a (480 kg) h (340 kg) und cis (230 kg) für die neue Evangelische Kirche Konz-Karthaus. Die beiden großen Glocken mussten 1917 an den Reichsmilitärfiskus abgeliefert werden. Die kleine Glocke wurde 1955 bei der Neukonzeption des Geläuts eingeschmolzen.
- 1917: Glocke für die Kapelle St. Ignatius und St. Celsus in Dittlingen, 58 kg, vermutlich Bronze
- 1917: Glocke für die Kapelle St. Barbara und St. Blasius in Südlingen, Stahl, Durchmesser 32 cm, 80 kg, (Ton a)
- 1923: Donatus-Glocke für Körrig, Bronze, 60 cm Durchmesser
- 1923: Zwei neue Glocken unter Verwendung alter, beschädigter Glocken für die Kapelle St. Sebastian in Portz: 65 kg, (Ton a) und 45 kg (Ton h). Sie wurden wohl für Kriegszwecke abgegeben.
- 1925: Vierteiliges Geläut (h°–dis’–fis’–gis’) für St. Martin (Trier)
- 1925: Eine Glocke in h (420 kg) für die Evangelische Kirche  in Saarburg als Ersatz für die im Ersten Weltkrieg beschlagnahmte Glocke.
- 1928: Lucas und Arnold-Glocke für Körrig, Bronze, 50 cm Durchmesser. Die beiden Körriger Glocken von 1923 und 1928 mussten im Zweiten Weltkrieg abgegeben werden.
- 1947: Zwei Glocken für die Kapelle St. Sebastian in Portz: Gewicht 70 kg, Durchmesser 52 cm, (Ton g); Gewicht 35 kg, Durchmesser 44 cm (Ton b)
- 1949: Glocken für die Kirche in Schoden, 130 kg (Ton e) und 85 kg (Ton g), die kleinere Glocke befindet sich seit 1992 im Glockenturm auf dem Friedhof Schoden
- 1951: Vier Glocken für die Pfarrkirche St. Blasius und Martinus in Saarwellingen
- 1954: Zwei Glocken in g´ (683 kg, Josephsglocke, Nr. 5496) und a´ (480 kg, Laurentiusglocke, Nr. 5497) zu den beiden bestehenden Glocken von Tilman von Hachenburg aus dem Jahr 1477 für die Kirche St. Stephanus in Niederburg
- 1955: Drei Glocken in a (460 kg), c (280 kg) und d (190 kg) für die Evangelische Kirche Konz-Karthaus
- 1955: Drei Glocken in a, c und g für die evangelische Friedenskirche in Bonn-Kessenich
- 1956: Vier Glocken für St. Mauritius in Koblenz-Rübenach
- 1956: Drei Glocken für  St. Michael in Waldbröl (b' c" des")
- 1957: Drei Glocken für St. Nikolaus in Köln-Dünnwald
- 1957: Vier Glocken für St. Johann Baptist in Bergisch Gladbach-Refrath
- 1959: Sieben Glocken für St. Antonius (Düsseldorf-Oberkassel) (gis° h° cis' dis' e' fis' gis'). Das Geläute zählt zu den schönsten und größten seiner Art im Erzbistum Köln
- 1961: Eine Glocke in gis (580 kg) für die Evangelische Kirche  in Saarburg als Ersatz für die im Zweiten Weltkrieg beschlagnahmte Glocke.
- 1961: Zwei Bronzeglocken für St. Lukas und St. Arnold in Körrig: Kreuzglocke: Durchmesser 54 cm, 95 kg, (Ton fis); Lukasglocke: Durchmesser 46 cm, 55 kg, (Ton a)
- 1961: Zwei Bronzeglocken als Nachguss für im Zweiten Weltkrieg beschädigte Glocken in St. Gereon (Köln)
- 1964: Vier Glocken für St. Anna in Düren (as°, b°, c', des'); eine geplante f°-Glocke konnte aufgrund statischer Probleme nicht verwirklicht werden. Die große Annaglocke (5050 kg) ist die tontiefste Glocke, die je bei Mabilon gegossen wurde
- 1965: Zehn Glocken für das Mönchengladbacher Münster (a° h° cis' e' fis' a' h' cis’’ e’’ fis’’). Es ist das umfangreichste Geläute der Glockengießerei Mabilon
- 1966: Zwei neue Glocken für die Pfarrkirche St. Elisabeth in Elkenroth (Westerwald). Christus-Glocke (12 Zentner) und Elisabeth-Glocke (5,2 Zentner) sind Ersatz für im Krieg beschlagnahmte Glocken
- ????: Glocke für die St.-Luzia-Kapelle in Bilzingen, Gemeinde Wincheringen, gestiftet von Horst Paulus
- 1981: Vier Glocken für die katholische Pfarrkirche St. Mariä Namen in Engelskirchen-Osberghausen
- 1987: 5 Glocken für die Kirche St. Johannes Baptist in Willich-Anrath (b°, c', es', c'', f'') zu einem bestehenden Bestand von d' (1898, Otto) und es'' (1628 Claude Brochar).Das Geläut zählt zu den interessantesten und außergewöhnlichsten des Bistums Aachen.
- 1989: Vier Glocken für die Pfarrkirche St. Laurentius in Königswinter-Oberdollendorf
- 1992: Glocke für die Kirche in Schoden, 240 kg (Ton cis)
- 1993: Eine Glocke in cis (240 kg) für die Evangelische Kirche  in Saarburg.

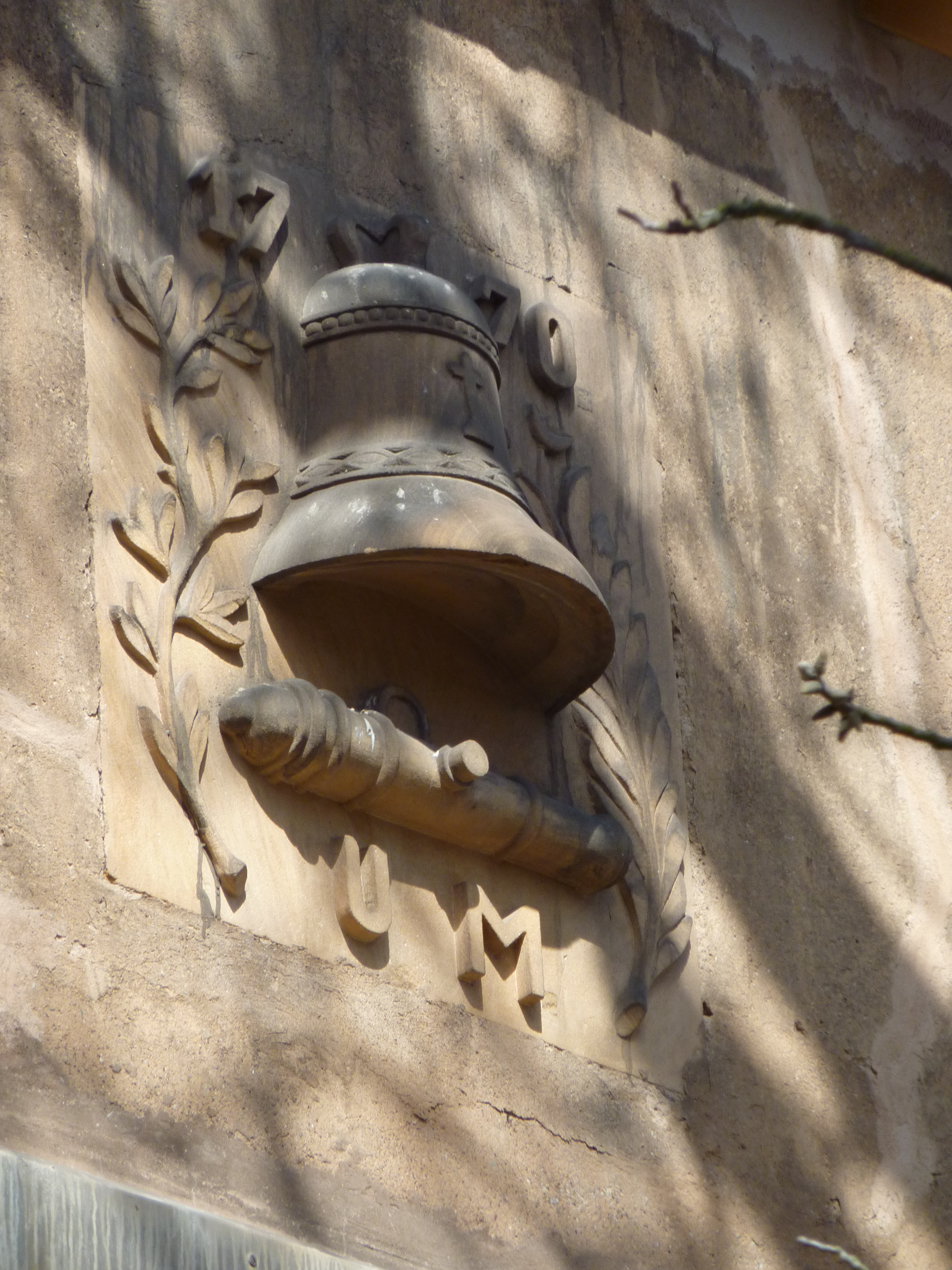
Fassadenschmuck
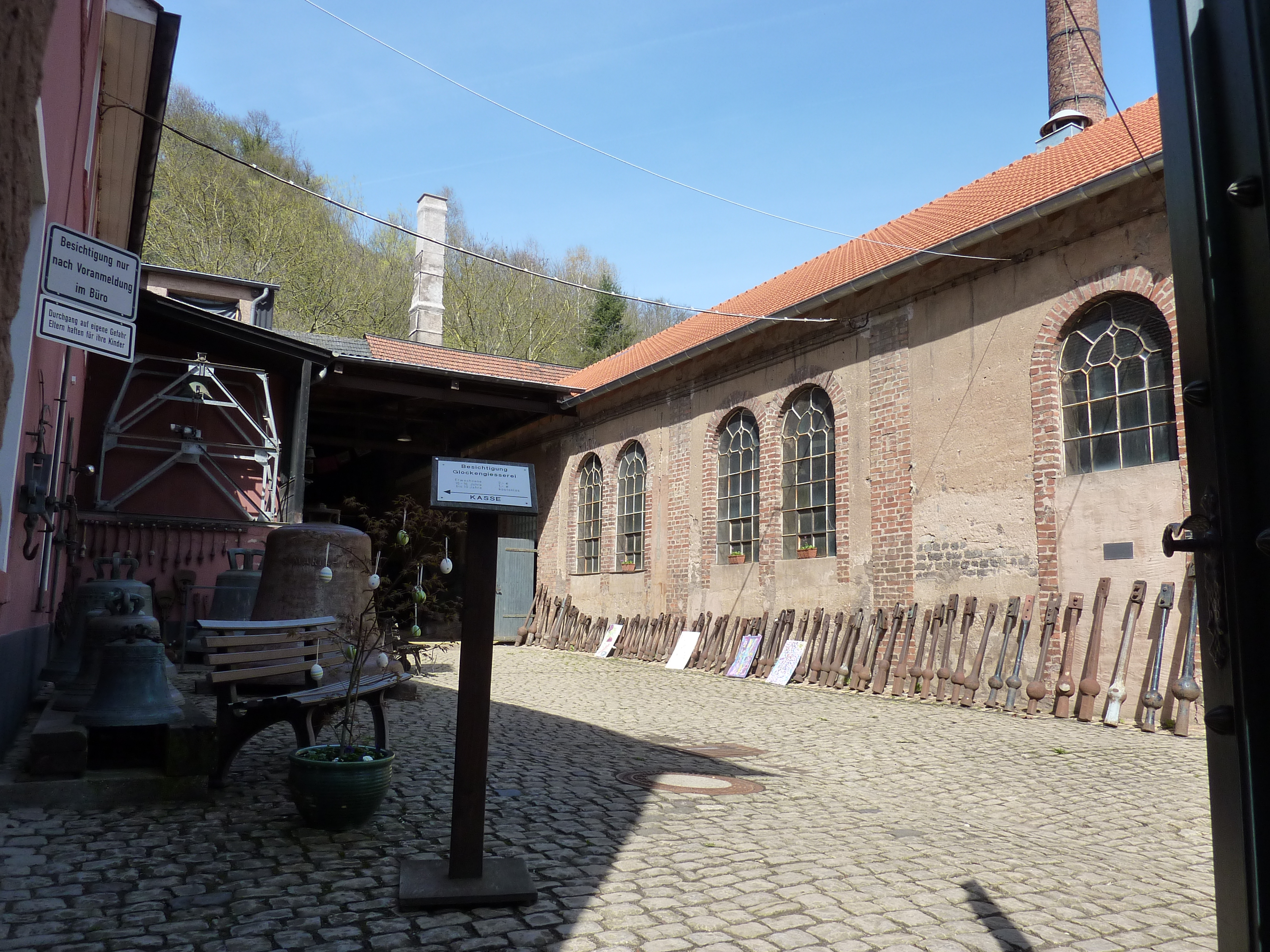
Blick auf den Hof
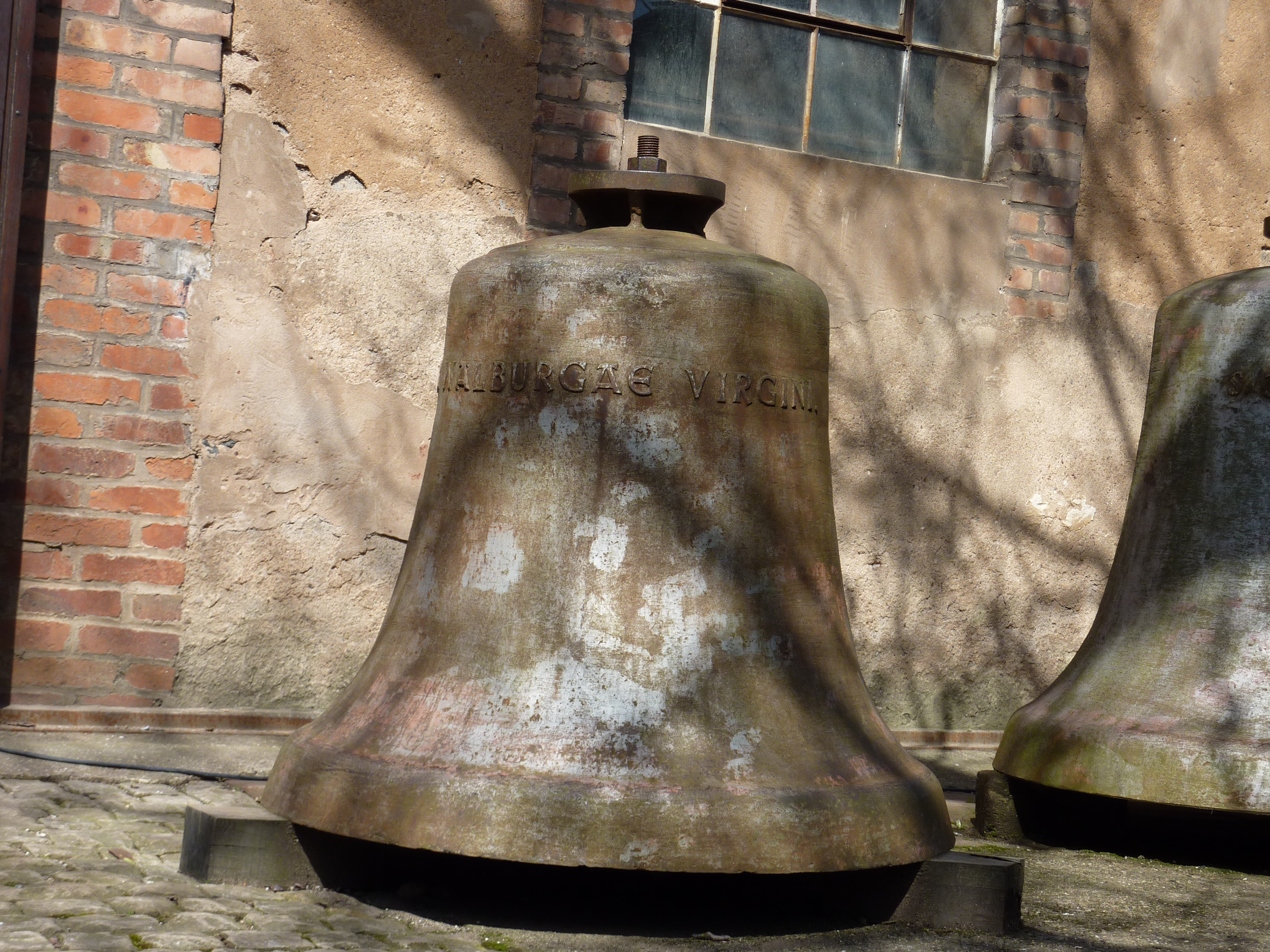
Glocken auf dem Hof

## Events
Seit 2012 findet in der Glockengießerei im Dezember ein Steampunk-Weihnachtsmarkt statt.